# Eshowe
Eshowe is een plaats in de Zuid-Afrikaanse provincie KwaZoeloe-Natal.
Eshowe telt ongeveer 15.000 inwoners.

## Subplaatsen
Het nationaal instituut voor de statistiek, Stats SA, deelt sinds de census 2011 deze hoofdplaats in in 2 zogenaamde subplaatsen (sub place):
Eshowe SP • Gezinsila.